# Seznam děl Vlastimila Vondrušky
Toto je seznam děl českého historika, publicisty a spisovatele Vlastimila Vondrušky, autora především historických románů.

## Články
- Zemědělské nářadí v expozici Etnografického muzea v Sofii., Český lid, r. 69, 1982, č. 4, s. 241,
- Několik poznámek k teoretickým východiskům třídění předmětů lidové hmotné kultury., Muzejní a vlastivědná práce, r. 20, 1982, č. 3, s. 142–146,
- Možnosti etnografické interpretace duplikátu stabilního katastru., Archivní časopis, r. 32, 1982, č. 3, s. 148–154,
- Větrné mlýny na Moravě a ve Slezsku., Muzejní a vlastivědná práce, r. 22, 1984, č. 3, s. 177–178, spoluautor Josef Vařeka,
- Konference „Metody etnografické práce“, Kašperské Hory 11–13. 9. 1984. Národopisný aktiv, r. 22, 1985, č. 2, s. 116–117,
- Renesance rádla v první polovině 19. století (poznámka k etnografickému atlasu L). Národopisné aktivity, r. 23, 1986, č. 1, s. 13–19. Res. něm.,
- Staré zemědělské stroje (do r. 1914)., Muzejní a vlastivědná práce, r. 24, 1986, č. 1, s. 19–23,
- Monopolizace cukrovarnictví v českých zemích do roku 1938., Muzejní a vlastivědná práce, r. 24, 1986, č. 1, s. 55–56, spoluautor František Dudek,
- Metrologická příručka pro Čechy, Moravu a Slezsko do zavedení metrické soustavy., Český lid, r. 73, 1986, č. 1, s. 56–67, spoluautor Gustav Hofmann,
- Zemědělství a půdní fond v Čechách ve 2. polovině 19. století. Československý časopis historický, r. 34, 1986, č. 4, s. 593–595, spoluautor Leoš Jeleček,

## Odborné a populárně naučné publikace
- Vybrané kapitoly z revolučních dějin kladenského okresu, Kladno: Okresní výbor KSČ 1983, spoluautor Vladimíra Grycová.
- Etnografický slovník 1., Národní muzeum, Praha 1987, spoluautoři Violeta Kopřivová a Tomáš Grulich, domácí kuchyňské nářadí, nádobí a náčiní,
- Průvodce historickou expozicí Národního muzea, Národní muzeum a Panorama, Praha 1987, spoluautor Jiří Burian,
- Zemědělské nářadí, Muzeum Šumavy, Sušice 1987, průvodce po sbírkovém fondu muzea,
- Tradice lidové tvorby, Artia, Praha 1988, spoluautor Alena Vondrušková, lidová hmotná kultura v Čechách a na Moravě,
- Památky národní minulosti Panorama, Praha 1989, napsal kolektiv autorů, editoři Josef Kočí a Vlastimil Vondruška, Katalog historické expozice Národního muzea v Praze v Lobkovickém paláci.
- Slovník starého zemědělského nářadí, nástrojů a strojů (1750–1914), Středočeské muzeum, Roztoky u Prahy 1989,
- Život staré Šumavy, Západočeské nakladatelství, Plzeň 1989, přepracované vydání Vyšehrad, Praha 2014.
- Osudy agrárního politického hnutí, Státní zemědělské nakladatelství, Praha 1990, stručné dějiny agrární strany od jejího založení až do konce druhé světové války.
- Církevní rok a lidové obyčeje aneb kalendárium světců a světic, mučedníků a mučednic, pojednávající o víře českého lidu k nim, jakož i o liturgii katolické, DONA, České Budějovice 1991,
- České sklo: Tradice a současnost, Crystalex, Nový Bor 1992, kniha popisuje vývoj českého sklářství od jeho počátků až do konce 20. století (období od roku 1918 zpracoval spoluautor Antonín Langhamer),
- Katovny a mučírny, Svoboda, Praha 1993, čtení o středověkých, renesančních a barokních šatlavách, katovnách mučírnách a popravištích i o způsobech prosazování spravedlnosti a trestech za spáchané zločiny.
- Sklářství, Grada, Praha 2002, publikace spojuje popis technologie výroby a dekorování skla s historickým vývojem sklářství, obsahuje přehled vývoje významných skláren u nás i ve světě, tabulku základních tvarů skla skla i rejstřík osobností.
- Intimní historie, MOBA, Brno 2007, kniha se souborně zabývá dějinami mytí, toalet, ubytování, holení a stříhání vlasů, nevěstinců, milostných praktik a dalších projevů všedního života (od těch běžných až k velice intimním), a to od antiky po baroko,
- Život ve středověku, Albatros, Praha 2007, stručná encyklopedie středověku.
- Život ve staletích – 12. století – Lexikon historie, MOBA, Brno 2009, první díl lexikonu historie, který představuje život v českých zemích od doby knížecí až do konce feudalismu,
- Život ve staletích – 13. století – Lexikon historie, MOBA, Brno 2010, druhý díl lexikonu historie, který představuje život v českých zemích od doby knížecí až do konce feudalismu,
- Život ve staletích – 14. století – Lexikon historie, MOBA, Brno 2011, třetí díl lexikonu historie, který představuje život v českých zemích od doby knížecí až do konce feudalismu.
- Život ve staletích – 15. století – Lexikon historie, MOBA, Brno 2012, čtvrtý díl lexikonu historie, který představuje život v českých zemích od doby knížecí až do konce feudalismu.
- Život ve staletích – 16. století – Lexikon historie, MOBA, Brno 2014, pátý díl lexikonu historie, který představuje život v českých zemích od doby knížecí až do konce feudalismu.
- Průvodce českou historií – Město, Vyšehrad, Praha 2013, společně s Alenou Vondruškovou.
- Průvodce českou historií – Vesnice, Vyšehrad, Praha 2014, společně s Alenou Vondruškovou.
- Průvodce českou historií – Církev, Vyšehrad, Praha 2014, společně s Alenou Vondruškovou.
- Průvodce českou historií – Řemesla a výroba, Vyšehrad, Praha 2015, společně s Alenou Vondruškovou.
- Breviář pozitivní anarchie, MOBA, Brno 2016, soubor názorů, komentářů a historických analýz, jimiž autor reaguje na problémy současného světa.
- Epištoly o elitách a lidu, MOBA, Brno 2018, volné pokračování knihy Breviář pozitivní anarchie.
- O svobodě myšlení, MOBA, Brno 2021.
- Úvahy a komentáře, MOBA. Brno 2021, výběr článků Vlastimila Vondrušky, publikovaných v deníku MF Dnes od roku 2015.

## Knihy pro děti a mládež
- Slavné bitvy českých panovníků, Albatros, Praha 2003,
- Významná sídla české šlechty, Albatros, Praha 2005, za tuto knihu obdržel autor Zlatou stuhu IBBY v kategorii Literatura faktu a populárně naučná literatura pro mládež.[3]
- Fiorella a Bratrstvo křišťálu, Albatros, Praha 2006, dobrodružný historický román s detektivní zápletkou, příběh dcery italského alchymisty císaře Rudolfa II.
- Fiorella a záhada mrtvého netopýra, Albatros, Praha 2007, další příběh alchymistovy dcery Fiorelly..
- Život ve středověku, Albatros, Praha 2007.
- Fiorella a hřbitov upírů, MOBA, Brno 2012, další příběh alchymistovy dcery Fiorelly.
- Fiorella a dům ztracených duší, Moba, Brno 2016, Fiorella se zaplete do vyšetřování případu, v němž se potkává svět živých se světem mrtvých.

## Divadelní hry
- Ještě že nejsem kat (2004), středověký milostný příběh s detektivní zápletkou, odehrávající se v českolipské katovně na sklonku 16. století.
- Gaudeamus konšelé aneb O potulných hercích, režisérovi a jedné radnici (2010), hlavním motivem hry je věčný boj lásky a svobody s mocí a nadutostí.
- Vínem proti pohanství aneb staročeský Dekameron (2016), hra se odehrává ve středověkém šenku, kde se setká univerzitní mistr pronásledovaný inkvizicí se skupinou chudých trubadúrů.

## Historické detektivky
- Hříšní lidé Království českého, W-servis, Praha 1995, pod pseudonymem Jan Alenský, detektivky z časů dávno minulých, pět svazků:
  - Příběhy o úkladech a intrikách,
  - Případ plzeňských mordů,
  - Případ nešťastného šlechtice,
  - Falešný tolar,
  - Osudný turnaj.
- Cyklus s královským prokurátorem Oldřichem z Chlumu z doby vlády krále Přemysla Otakara II.:
  - Dýka s hadem, MOBA, Brno 2002, tři zločiny, které rozřešil královský prokurátor Oldřich z Chlumu léta Páně 1269.
  - Zdislava a ztracená relikvie, MOBA, Brno 2003, Oldřich z Chlumu pátrá po trnu z Kristovy koruny ztracené i s relikviářem.
  - Záhada zlaté štoly, MOBA, Brno 2003, Oldřich z Chlumu pátrá po truhle plné zlata, která se nevysvětlitelným způsobem ztratila po cestě z královských dolů v Jílovém u Prahy.
  - Adventní kletba, MOBA, Brno 2004, Oldřich z Chlumu zabloudí se svým panošem Otou ve sněhové bouři na hrad Krašov a tato zdánlivě obyčejná návštěva hradu se změní v děsivou noční můru.
  - Znamení rožmberské růže, MOBA, Brno 2004, Oldřich z Chlumu vyšetřuje na Pražském hradě zprávu o přípravě vraždy krále.
  - Vražda v ambitu, MOBA, Brno 2005, tři detektivní příběhy (Vražda v Ambitu, Masopustní maškary a Osudný turnaj) vracející se do doby mládí Oldřicha z Chlumu.
  - Olomoucký bestiář, MOBA, Brno 2006, Oldřich z Chlumu řeší tentokrát detektivní záhady na Moravě na holštejnském panství.
  - Strážce boleslavského mystéria, MOBA, Brno 2007, Oldřich z Chlumu stojí tentokrát proti nebezpečným úkladům tajného bratrstva,
  - Román o růži, MOBA, Brno 2008, Oldřich z Chlumu zabije v souboji syna Hynka Berky z Dubé a je falešně obviněn královským komořím, že zpronevěřil peníze na výstavbu hradu.
  - Znamení Jidáš, MOBA, Brno 2009, další díl příběhů Oldřicha z Chlumu, tentokrát opět z jeho mládí (Oldřich vyšetřuje vraždu zemského sudího na Pražském hradě).
  - Pečeť smrti, MOBA, Brno 2009, český král pověří Oldřicha z Chlumu delikátním vyšetřováním. Pražský biskup totiž vlastní darovací listinu děda současného krále na vesnici Makotřasy, o níž je Přemysl Otakar II. přesvědčený, že patří jemu.
  - Tajemství abatyše z Assisi, MOBA, Brno 2010, Oldřich z Chlumu vyšetřuje vraždy na pouti ke svatému Jakubovi do Compostely, kam byl vyslán jako průvodce královy tety abatyše Anežky.
  - Apage Satanas, MOBA, Brno 2010, Oldřich z Chlumu se svým pomocníkem panošem Otou se ujímají případu, ve které musí bojovat nejen s krutým vrahem, ale také s pověrami a intrikami severočeské šlechty.
  - Prokletí brněnských řeholníků, MOBA, Brno 2011, Přemysl II. Otakar vysílá Oldřicha z Chlumu do Brna, aby zde na vyšetřil krádež v klášteře tamních minoritů. Při vyšetřování však hrozí Oldřichovi a jeho pomocníkům smrt.
  - Podivná svatba na Lichnici, MOBA, Brno 2012, další příběh Oldřicha z Chlumu. Příprava svatby neprobíhá klidně, dojde k prudké hádce mezi snoubenci a než Oldřich stačí pochopit, co se vlastně děje, dojde k první vraždě.
  - Králův dluh, MOBA, Brno 2012, další příběh Oldřicha z Chlumu odehrávající se v době, kdy se Přemysl Otakar II. zmocnil Chebska.
  - Msta písecké panny, MOBA, Brno 2013, Oldřich z Chlumu řeší záhadnou sérii vražd na královském hradě v Písku.
  - Smrt ve Vratislavi, MOBA, Brno 2014, Oldřich z Chlumu řeší zmizení vyslance českého krále ve Slezsku.
  - Ďáblův sluha, MOBA, Brno 2014, Oldřich z Chlumu řeší na panství jihočeského velmože Oldřicha z Hradce věci, které jsou nejen proti lidskému rozumu, ale i proti křesťanské víře.
  - Zločin na Bezdězu, MOBA, Brno 2015, jubilejní dvacátý svazek řady, ve kterém Oldřich z Chlumu řeší zločin, který se stal přímo na jeho Bezdězu.
  - Nitranská brána smrti, MOBA, Brno 2016. Při vojenské výpravě do Horních Uher se vojsku Přemysla Otakara II. podaří obsadit Nitru. Správy města se ujímá zástupce českého krále Oldřich z Chlumu, který musí hned řešit záhadné vraždy.
  - Vzpoura goliardů, MOBA, Brno 2017. Oldřich z Chlumu odjíždí s několika významnými velmoži do německých Cách s tajným posláním. Krétce po příjezdu jsou všichni obvinění z vraždy císařského komořího. Navíc dojde ve městě k nepokojům, v jejichž čele stojí žáci tamní katedrální školy, potulní vakanti zvaní goliardi.
  - Dračí náhrdelník. MOBA, Brno 2018. V průběhu slavnosti, kterou na svém hradě uspořádá Jaroslav ze Šternberka, zmizí jeho krásná neteř Elška, manželka veverského purkrabího.
  - Duch znojemských katakomb. MOBA, Brno 2019. Odlřich z Chlumu vyšetřuje nevysvětlitelné zmizení dvou bratrů ve Znojmě.
  - Právo první noci. MOBA, Brno 2019. Oldřich z Chlumu rozplétá na Moravě neuvěřitelný příběh, jehož nitky vedou hluboko do minulosti a ve kterém osudovou roli hraje právo první noci.
  - Pomsta bílého jednorožce. MOBA, Brno 2020. Oldřich z Chlumu se snaží vyřešit mysteriózní vraždy, ve kterých je dle církve stopa ďábla nepopiratelná.
  - Spiknutí oběšenců. MOBA, Brno 2021. Oldřich z Chlumu a jeho pomocníci musí tentokrát volit pátrání v utajení.
  - Královražda na Křivoklátě, MOBA, Brno 2021. Oldřich z Chlumu řeší řadu krutých vražd, které se staly na Křivoklátě během oslavy patnáctého výročí korunovace Přemysla Otakara II. českým králem.
  - Morový testament, MOBA, Brno 2022. Případ nepochopitelné vraždy italského studenta, který neměl žádné peníze ani nepřátele a v Praze byl teprve tři týdny, se propojí s vyšetřováním Oldřicha z Chlumu na Zvíkově, proč bylo jedné šlechtičně upřeno dědictví po otci.
  - Anděl smrti, MOBA, Brno 2022. Příběh se odehrává na Bezdězu a jeho okolí, kde se začnou dít nepochopitelné události (jaký smysl má erb s harpyjí, co se skrývá v Ďáblově tlamě a proč se zjevuje anděl smrti?)
  - Černá lilie, MOBA, Brno 2023. Jaké tajemství skrývá tapisérie, na níž je zobrazena Rajská zahrada s nádhernými květy, mezi nimiž vynikají černé lilie?
  - Smrt šumavského poustevníka, MOBA, Brno 2024, Oldřích z Chlumu řeší, kdo zavraždil poustevníka Baltazara, který žil v lesní chatrči u posvátné studánky.
  - Nevěsta Kristova, MOBA, Brno 2024. Oldřich z Chlumu řeší v okolí Náchoda spory mezi rytíři a benediktiny, Čechy a Poláky, ale i odmítnutými a znepřátelenými nápadníky.
- Letopisy královské komory, cyklus detektivních příběhů s písařem královské komory Jiřím Adamem z Dobronína, které se odehrávají ve druhé čtvrtině 16. století:
  - Letopisy královské komory I., MOBA, Brno 2006, první díl obsahuje povídky Plzeňské mordy, Nepohřbený rytíř a Případ s alchymistou,
  - Letopisy královské komory II., MOBA, Brno 2007, druhý díl obsahuje povídky Falešný tolar, Tichý jazyk a Boskovická svodnice,
  - Letopisy královské komory III., MOBA, Brno 2008, třetí díl obsahuje povídky Trpké víno a Klášterní kostnice,
  - Letopisy královské komory IV., MOBA, Brno 2009, čtvrtý díl obsahuje povídky Velhartické pastorále a Vražda v lázních,
  - Letopisy královské komory V., MOBA, Brno 2010, pátý díl obsahuje povídky Poslední cantilena a Tajemství Tudorovců ,
  - Letopisy královské komory VI., MOBA, Brno 2011, šestý díl obsahuje povídky Otrávený pohár a Smrt mučednice.
  - Letopisy královské komory VII. MOBA, Brno 2012, sedmý díl obsahuje román Osmanský tábor.
  - Letopisy královské komory VIII. MOBA, Brno 2013, osmý díl obsahuje román Ulička hanby.
  - Letopisy královské komory IX. MOBA, Brno 2016, devátý díl obsahuje román Mrtvý posel.
  - Letopisy královské komory X. MOBA, Brno 2016, desátý díl obsahuje román Jáchymovští démoni.
  - Letopisy královské komory XI. MOBA, Brno 2017, jedenáctý díl obsahuje román Dobroninské morytáty.
  - Letopisy královské komory XII. MOBA, Brno 2018, dvanáctý díl obsahuje román Jičínské pole mrtvých.
  - Letopisy královské komory XIII. MOBA, Brno 2019, třináctý díl obsahuje román Mstitel z Jenštejna.
  - Letopisy královské komory XIV. MOBA, Brno 2020, čtrnáctý díl obsahuje román Manželské zrcadlo.
  - Letopisy královské komory XV. MOBA, Brno 2022, patnáctý díl obsahuje román Ďáblova čísla.
  - Letopisy královské komory XVI. MOBA, Brno 2023, šestnáctý díl obsahuje román Zásnubní prsten.
  - Letopisy královské komory XVII. MOBA, Brno 2023, sedmnáctý díl obsahuje román Katův odkaz.
  - Letopisy královské komory XVIII. MOBA, Brno 2023, osmnáctý díl obsahuje román Prokletí rodu Janoviců.
- Krev na lopuchu, MOBA, Brno 2008, historické detektivní povídky odehrávající se v různých dobách od středověku až do 18. století.
- Jménem krále, MOBA, Brno 2009, samostatné vydání povídky Osudný turnaj z knihy Vražda v ambitu při příležitosti premiéry podle povídky natočeného stejnojmenného filmu.
- Krev na kapradí, MOBA, Brno 2013, povídky s Oldřichem z Chlumu doplněné o středověké soudničky.
- Ještě že nejsem kat, MOBA, Brno 2014, historický detektivní román na motivy stejnojmenné divadelní hry.
- Oldřich z Chlumu – román a skutečnost, MOBA, Brno 2015, autor v knize vypráví, jak pracuje s historickými prameny a poodhaluje zákulisí svého autorského života. Je zde rovněž uveden životopis Oldřicha z Chlumu a skutečná historická fakta týkající se příběhů. Kromě toho publikace obsahuje několik povídek, které vyprávějí o méně známých etapách života Oldřicha z Chlumu.
- Jablko nepadlo daleko od stromu, MOBA, Brno 2022, novela vydaná při příležitosti vydání 30. svazku cyklu s královským prokurátorem Oldřichem z Chlumu, napínavý příběh, v němž podstatnou roli hrají děti Oldřicha z Chlumu.
- Zapomenutý zločin, MOBA, Brno 2023, novela, ve které se Jiří Adam z Dobronína při svém vyšetřování poblíž Bezdězu setká ve Stráži pod Ralskem s případem, který už před dvěma sty padesáti lety uzavřel Oldřich z Chlumu, jenže cosi přece jen zůstalo neobjasněné.

## Ostatní próza
- Mezi tiárou a orlicí, MOBA, Brno 2003, historický román, příběh prvního českého krále Vratislava I.
- Strana štěstí, MOBA, Brno 2005, satirický román ze současnosti.
- Cyklus příběhů Martina ze Stvolna (2005-2010)
  - Prodavači ostatků, MOBA, Brno 2005, historický román, dobrodružný příběh Martina ze Stvolna odehrávající se v polovině 14. století.
  - Sběratelé ostatků, MOBA, Brno 2006, historický román, druhý díl příběhů Martina ze Stvolna, pokračování románu Prodavači ostatků.
  - Vládcové ostatků, MOBA, Brno 2007, historický román, třetí díl příběhů Martina ze Stvolna, pokračování románu Sběratelé ostatků.
  - Zloději ostatků, MOBA, Brno 2010, historický román, čtvrtý díl příběhů Martina ze Stvolna, pokračování románu Vládcové ostatků,
- Klášterní madrigal, MOBA, Brno 2011, historický román s podtitulem Historie jednoho panství.
- Přemyslovská epopej (2011–2013), čtyřdílná románová freska o životě posledních přemyslovských králů:
  - I. – Velký král Přemysl I. Otakar, MOBA, Brno 2011, první část začíná obdobím, kdy se vlády ujímá mladý Přemysl Otakar I.
  - II. – Jednooký král Václav I., MOBA, Brno 2012, druhá část začíná v době dětství budoucího krále Václava I., kdy Přemysl I. Otakar bojuje o uznání svého sňatku s Konstancií Uherskou a tím také o legalizaci nástupnických práv malého Václava.
  - III. – Král rytíř Přemysl II. Otakar, MOBA, Brno 2013, třetí část začíná v době mládí Přemysla Otakara II., kdy jeho otec Václav I. realizuje svůj politický sen – ovládnout prostřednictvím sňatku prvorozeného syna Vladislava rakouské země.
  - IV. – Král básník Václav II, MOBA, Brno 2013, čtvrtá část začíná bezvládím po smrti Přemysla Otakara II., pokračuje vládou krále Václava II. a končí vraždou jeho syna Václava III.
- Husitská epopej (2014–2018), sedmidílná sága vyprávějící o událostech v 15. století v Českém království, za kterou získal roku 2016 Cenu Unie českých spisovatelů.[4]
  - I. 1400–1415 – Za časů krále Václava IV., MOBA, Brno 2014, první díl se odehrává v letech 1400 až 1415 a popisuje život na dvoře krále Václava IV., prostředí pražské univerzity, mládí Jana Žižky, bitvu u Grunwaldu a také počátky reformačního hnutí a upálení Mistra Jana Husa.
  - II. 1416–1425 – Za časů hejtmana Jana Žižky, MOBA, Brno 2015, druhý díl se zabývá růstem revolučních nálad v zemi, budováním Tábora, prvním křižáckém tažení do Čech, zápasem o čtyři artikuly pražské a smrtí Jana Žižky.
  - III. 1426–1437 – Za časů císaře Zikmunda, MOBA, Brno 2015, třetí díl popisuje krizi husitské revoluce, kdy osud země provází hlad, mor, rozvrat a morální devastace, úpadek polních vojsk, jednání basilejského koncilu, nástup císaře Zikmunda na český trůn, jeho smrt a vzestup kališnické šlechty.
  - IV. 1438–1449 – Za časů bezvládí, MOBA, Brno 2016, čtvrtý díl začíná těsně po smrti císaře Zikmunda. Na trůn nastoupí jeho zeť Albrecht Habsburský. Ten však záhy také umírá a v zemi se znovu rozhoří domácí válka, kterou proti sobě vede šlechta podporovaná městy.
  - V. 1450–1460 – Za časů Ladislava Pohrobka, MOBA, Brno 2017, pátý díl začíná zlomem v zápase mezi katolíky, kteří se snaží o návrat ke starým pořádkům, a kališníky, vedenými mladým Jiřím z Poděbrad. Ladislav Pohrobek dospívá a ujímá se českého trůnu, jenže záhy umírá a novým českým králem se stává Jiří z Poděbrad.
  - VI. 1461–1471 – Za časů Jiřího z Poděbrad, MOBA, Brno 2017, šestý díl představuje léta, kdy byl český král Jiří z Poděbrad na vrcholu své moci.
  - VII. 1472–1485 – Za časů Vladislava Jagellonského, Moba, Brno 2018, závěrečný sedmý díl epopeje představuje léta, kdy se českým králem stal Vladislav Jagellonský.
- Křišťálový klíč (2019–2021), čtyřdílná kronika sklářského rodu Heřmanů na pozadí života v severních Čechách, která se odehrává v době od třicetileté války až do revolučního roku 1848. Křišťálový klíč symbolizuje rodinné tajemství jak tavit průzračné křišťálové sklo, které se v rodu Heřmanů předává z generace na generaci.
  - I. Falknovská huť, MOBA, Brno 2019,
  - II. Vídeňský sen, MOBA, Brno 2020,
  - III. Jarmarečník, MOBA, Brno 2020.
  - IV. Hejnické pastorále, MOBA, Brno 2021.
- Kronika zániku Evropy, MOBA, Brno 2019, román popisující postupný úpadek evropské civilizace. První část s názvem Jak to celé začalo se odehrává v letech 1984 – 2019 a druhá část Jak by to mohlo skončit je literární vizí vývoje společnosti po roce 2020 (sociální a hospodářský rozvrat, válečné konflikty).
- Neviditelní. MOBA. Brno 2021, sci-fi román.
- Lucemburská epopej (2022–2025), čtyřdílná románová freska začínající nástupem Jana Lucemburského na český trůn. 
  - I. Král cizinec, MOBA, Brno 2022, první díl zachycuje události z let 1309-1333.
  - II. Kralevic Karel, MOBA, Brno 2023, druhý díl zachycuje události z let 1334-1347 a končí smrtí Jana Lucemburského u Kresčaku.
  - III. Slavná léta, MOBA, Brno 2024, třetí díl zachycuje uálosti z let 1348-1355, začíná bojem syna Jana Lucemburského Karla o korunu římského krále po Ludvíku Bavorovi a končí vydáním Zlaté buly Karla IV.
  - IV. Otec vlasti. MOBA, Brno 2025, čtvrtý díl zachycuje léta 1356-1378 a začíná návratem Karla jako korunovaného římského císaře a pána podstatné části křesťanského světa z Itálie domů. Stárnoucí císař už ale nemá sílu, aby udržel křesťanský svět v té podobě, jak si ho představuje. Nastupují první příznaky krize křesťanského světa, které se již Karel nedožije.